# Castelul din Graz

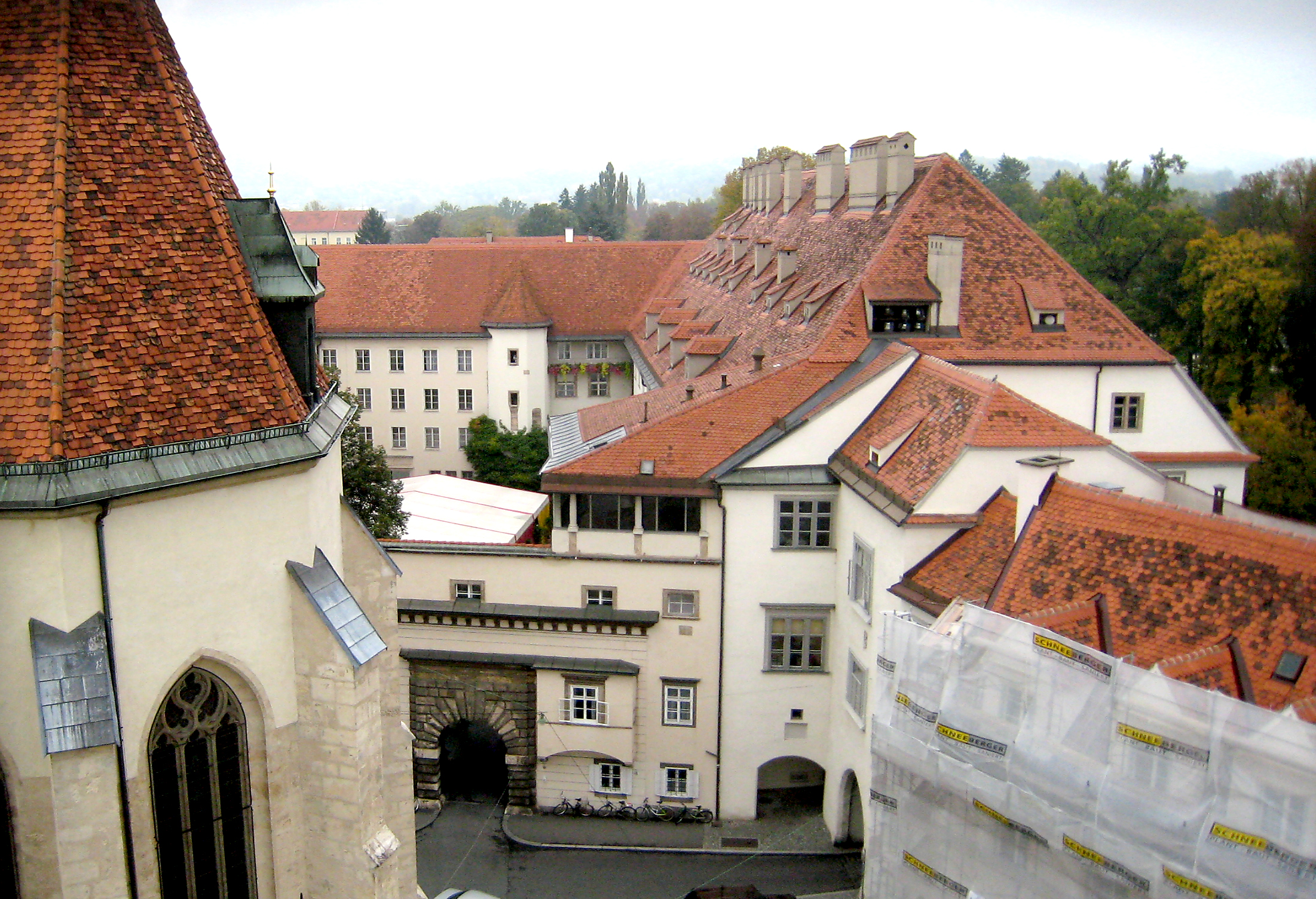

Castelul din Graz (în germană Grazer Burg) este un monument istoric și de arhitectură situat în estul orașului medieval Graz, în apropiere de Grazer Dom. Clădirea a fost construită începând cu anul 1438 de ducele Friedrich al V-lea, viitorul împărat Friedrich al III-lea.